# Myrcia sanisidrensis
Myrcia sanisidrensis là một loài thực vật có hoa trong Họ Đào kim nương. Loài này được Steyerm. mô tả khoa học đầu tiên năm 1957.